# Hantle
Hantle – sprzęt sportowy.

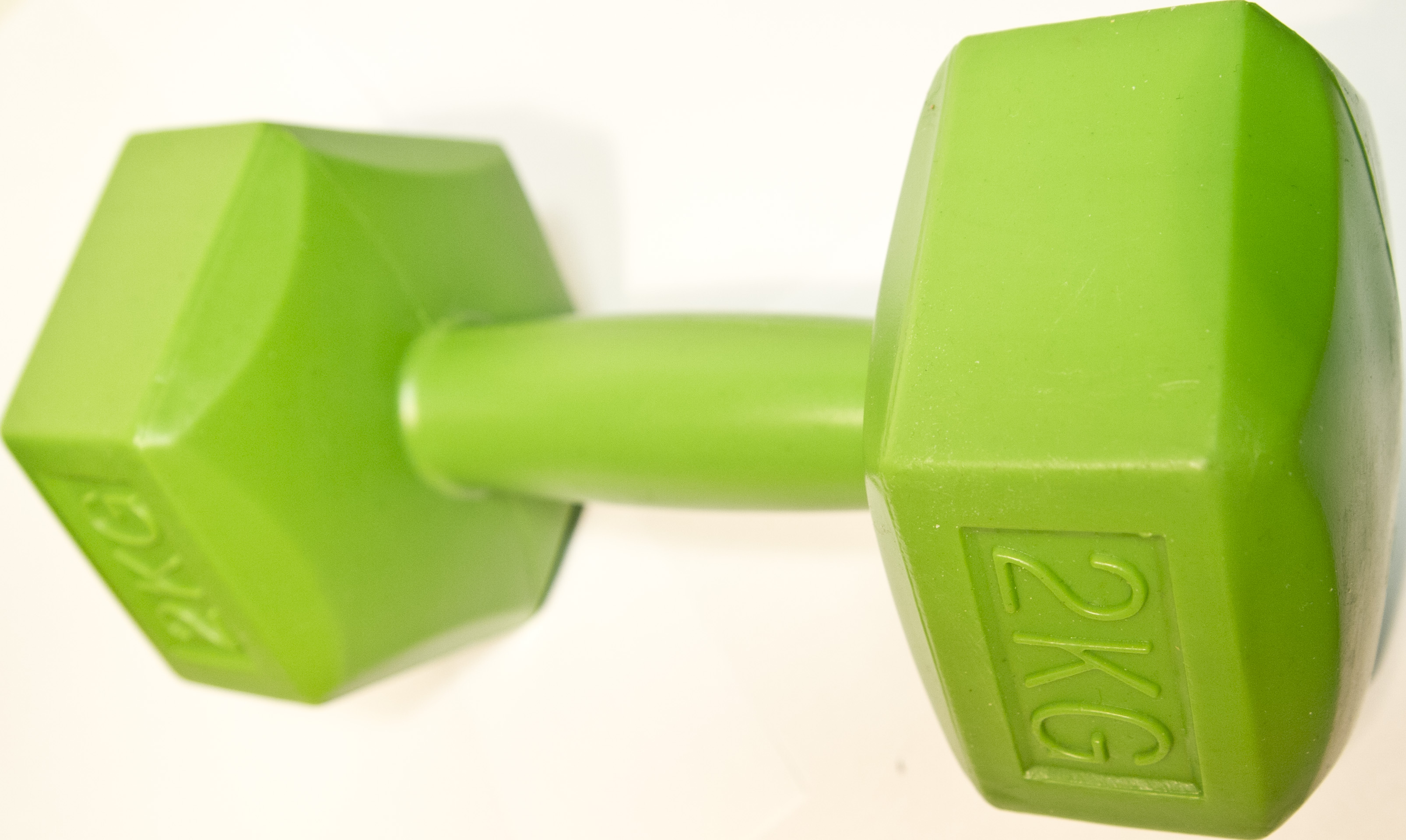
Hantle

Hantle są wykorzystywane do ćwiczeń fitness, ćwiczeń ogólnych i rozwojowych. Stanowią również pomoc przy rehabilitacji. Istnieje wiele typów hantli, np.: winylowe, żeliwne, piaskowe itd.
Także ich masa jest niezwykle zróżnicowana w zależności od potrzeb. Można wyróżnić hantle o masie: 0,5 kg, 0,75 kg, 1,0 kg, 1,5 kg, 2 kg, 3 kg, 4 kg, 5 kg, 10 kg, 15 kg, 20 kg, 25 kg, 30 kg, 50 kg – hantle o tej masie można najczęściej spotkać w sklepach sportowych, sklepach fitness bądź ośrodkach rehabilitacyjnych. Hantle mogą mieć również stałe lub zmienne (regulowane) obciążenie.
- długie
- krótkie
- okrągłe